# Mouvement socialiste pan-éthiopien

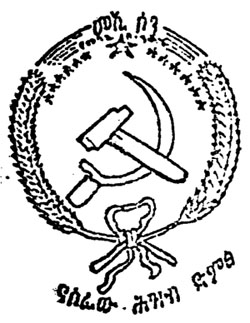
Logo du MEISON vers 1977.

Le Mouvement socialiste pan-éthiopien (Amharique : Mela Ethiopia Sosialist Niqinaqē, መላ የኢትዮጵያ ሶሲያሊስት ንቅናቄ, MEISON) est un parti politique éthiopien marxiste qui joua un rôle actif dans la politique du pays à la fin des années 1970. Tout comme le Parti révolutionnaire du peuple éthiopien (PRPE), cette organisation était un partisan enthousiaste de la révolution communiste qui renversa l'Empereur Haïlé Sélassié Ier en 1974. Cependant, lorsque Mengistu Haile Mariam prit le pouvoir à la tête de la junte militaire Derg, des conflits ont commencé à opposer les deux groupes.
Le MEISON fut créé en 1976 par Haile Fida, un Oromo de l'ancienne province de Wellega dans laquelle le parti avait donc des bases solides. Le parti présente une inclinaison maoïste. Lorsque le Derg s'est retourné contre le MEISON, Haile Fida tenta de fuir Addis-Abeba pour Welega avec un groupe de sympathisants en août 1977, mais il fut arrêté.

## Idéologie
Une liberté d'expression très limitée était autorisée après la révolution éthiopienne de 1974 qui installa le Derg à la tête du pays, et la politique était principalement dominée par la gauche radicale qui s'était opposée à Hailé Sélassié. Le MEISON et le PRPE sont rapidement devenus les deux principaux partis marxistes.
Les deux partis avaient fait cause commune pour parvenir à la suppression du régime impérial. Après la chute d'Hailé Sélassié, des frictions idéologiques sont apparues entre les deux partis. Le PRPE souhaite construire un État démocratique dans lequel le pouvoir serait confié aux civils. En revanche, le MEISON considérait l’armée comme l'une des rares forces véritablement organisée et donc indispensable à la révolution. Finalement, le PRPE s'est opposé au Derg, affirmant qu'il s'engageait dans la voie d'une véritable « démocratie populaire » et, plus tard, accusant Mengistu de fascisme. De son côté, le MEISON souhaitait permettre au Derg de restructurer la société éthiopienne selon les principes du marxisme-léninisme et était plutôt favorable à une « démocratie contrôlée ». De ce fait, le MEISON a obtenu les faveurs du Derg et des postes clés lui furent confiés dans le nouveau gouvernement.

## Violents conflits etterreur rouge
Les différences idéologiques ont débouché en un violent conflit, notamment en 1976, avec des heurts entre des partisans du PRPE et du MEISON et des attaques menées par le PRPE contre des bâtiments publics et de hauts dignitaires du Derg. En réponse à cette instabilité, Mengistu mit en place un programme de terreur rouge (1977-78), destiné à éliminer les opposants du PRPE.
Dans la première phase de la terreur rouge, le MEISON resta un proche allié du Derg et le soutint d'ailleurs dans son combat contre les partisans présumés du PRPE. Toutefois, en 1978, le Derg s'est retourné contre le MEISON, craignant que ses membres soient plus fidèles au parti qu'au gouvernement. Tous les hauts responsables du parti furent démis de leurs fonctions et le Derg lança une campagne sanglante contre les partisans du MEISON dans les campagnes.
Comme le PRPE, le MEISON est aujourd'hui membre de la coalition des Forces démocratiques éthiopiennes unies.